# 费罗莱托-德拉基耶萨
费罗莱托-德拉基耶萨（義大利語：Feroleto della Chiesa），是意大利雷焦卡拉布里亞廣域市的一个市镇。总面积7平方公里，人口1812人，人口密度258.9人/平方公里（2009年）。ISTAT代码为080032。